# Villarquemado
Villarquemado (aragónul Villar Cremato) község Spanyolországban, Teruel tartományban. Villarquemado Camañas, Celadas, Cella és Santa Eulalia del Campo községekkel határos. Lakosainak száma 870 fő (2024).

## Népesség
A település népessége az utóbbi években az alábbiak szerint változott:
| Lakosok száma | 965  | 938  | 934  | 968  | 904  | 886  | 875  | 863  | 857  | 870  |
|               | 2001 | 2004 | 2007 | 2009 | 2012 | 2014 | 2017 | 2019 | 2022 | 2024 |